# Coquette
Coquette és una pel·lícula en blanc i negre que es va estrenar el 12 d'abril de 1929. Va ser dirigida per Sam Taylor i els actors principals van ser Mary Pickford, Johnny Mack Brown i Matt Moore. Està basada en l'obre de teatre "Coquette" (1927) de George Abbott i Anne Preston. Mary Pickford va guanyar un Oscar a la millor actriu per aquesta pel·lícula.

## Repartiment
- Mary Pickford (Norma Besant)
- Johnny Mack Brown (Michael Jeffrey)
- Matt Moore (Stanley Wentworth)
- John St. Polis (John Besant)
- William Janney (Jimmy Besant)
- Henry Kolker (Jasper Carter)
- George Irving (Robert Wentworth)
- Louise Beavers (Julia)

## Argument
Norma Besant és una bella noia del sud i una coqueta incorregible que té molts pretendents. El seu pare, el doctor John Besant, afavoreix a Stanley, que està ben enamorat de Norma. Malgrat tot, Norma s'enamora amb bogeria d'un senzill i cru muntanyenc anomenat Michael Jeffrey. El Dr. Besant desaprova a Michael i prohibeix a Norma de tornar-lo a veure. Norma li dona la seva paraula, però d'amagat planeja casar-se amb Michael al cap de 6 mesos, temps suficient perquè ell guanyi prou per comprar una casa a la vall.
Passen uns quants mesos i Michael baixa dels turons per trobar-se amb Norma en una sala de ball. En voler estar més estona junts s'escapen a la cabana que té la mare de Michael. Ella arriba a casa a les 4 del matí. Segons Norma només van fer un cafè i van parlar tota la nit del futur. Malauradament, algú ha vist la parella i es comença a difondre per la ciutat rumors que poden destruir la reputació de Norma.
Michael va a casa Norma per demanar al pare la seva mà en matrimoni. El doctor Besant s'enfureix en sentir-lo i es produeix una forta discussió que acaba amb Michael marxant de la casa, tot assegurant que fugirà amb Norma el més aviat possible. El Dr. Besant ordena a Norma que es tanqui a la seva habitació i marxa, pistola en mà. Mentre el germà de Norma intenta distreure-la, arriba Stanley i li diu a Norma que el seu pare ha ferit de mort Michael per preservar el bon nom de la família.

## Producció
Coquette va ser la primera pel·lícula Sonora protagonitzada per Mary Pickford. Pickford havia comprat els drets de l'obra Coquette, de George Abbott i Anne Preston, que el 1927 s'havia estrenat als teatres de Broadway i encara es representava. Va contractar Allen McNeil i John Grey per tal d'escriure l'adaptació. El 28 de setembre del 1928 ja es feien proves de so amb el director Sam Taylor als estudis “Famous Players”, per tal de seleccionar els actors secundaris. La idea inicial era fer dues versions: una de sonora que s'estrenaria l'1 d'abril del 1929 a New York, Chicago, Los Angeles i Boston per després distribuir-se a escala nacional juntament amb una altra versió muda. La producció havia de començar el 15 d'octubre de 1928. Mary Pickford va sospesar abandonar el rodatge de la pel·lícula, ja que en l'obra de teatre la protagonista, embarassada, és abandonada pel seu amant i es suïcida però després de canvis en el final i en el to del llenguatge, que es va suavitzar per tal de mantenir la imatge de Pickford com una noia innocent, el projecte va continuar. A mitjans de desembre de 1928 s'anunciava que els assajos ja havien començat i que primer es faria la producció de la versió sonora, deixant per a més endavant la versió muda.
En el moment de començar la versió muda, des de la producció es va decidir tirar enrere. Oficialment es va dir que la versió muda no arribava als estàndards de la versió sonora. El dia de l'estrena de la pel·lícula es va produir una baixada de la tensió elèctrica impedint que es pogués sentir el so. La següent vegada tampoc va tenir un so correcte. Malgrat les fallades tècniques, la pel·lícula va guanyar 21.000 dòlars aquell primer cap de setmana.

## “Coquette” en la carrera de Mary Pickford
Mary Pickford va ser una de les més grans i prestigioses estrelles del cinema mut i va ser la primera actriu en tenir fans arreu del món. Interpretava papers de nena innocent de graciosos tirabuixons i aparentava menys edat de la qual en realitat tenia. Després de la mort de la seva mare, fet que la va sumir en una depressió, Pickford va decidir abandonar els seus papers de noia innocent, es va tallar els seus tirabuixons i, per primera vegada en la seva carrera, va estar un any sense treballar. “Coquette”, va ser la primera pel·lícula amb la nova imatge i també la seva primera pel·lícula sonora. La pel·lícula va suposar la seva mutació a rols de dona adulta. Per altra banda, Pickford va declarar durant l'estrena de la pel·lícula que no protagonitzaria cap més pel·lícula muda.

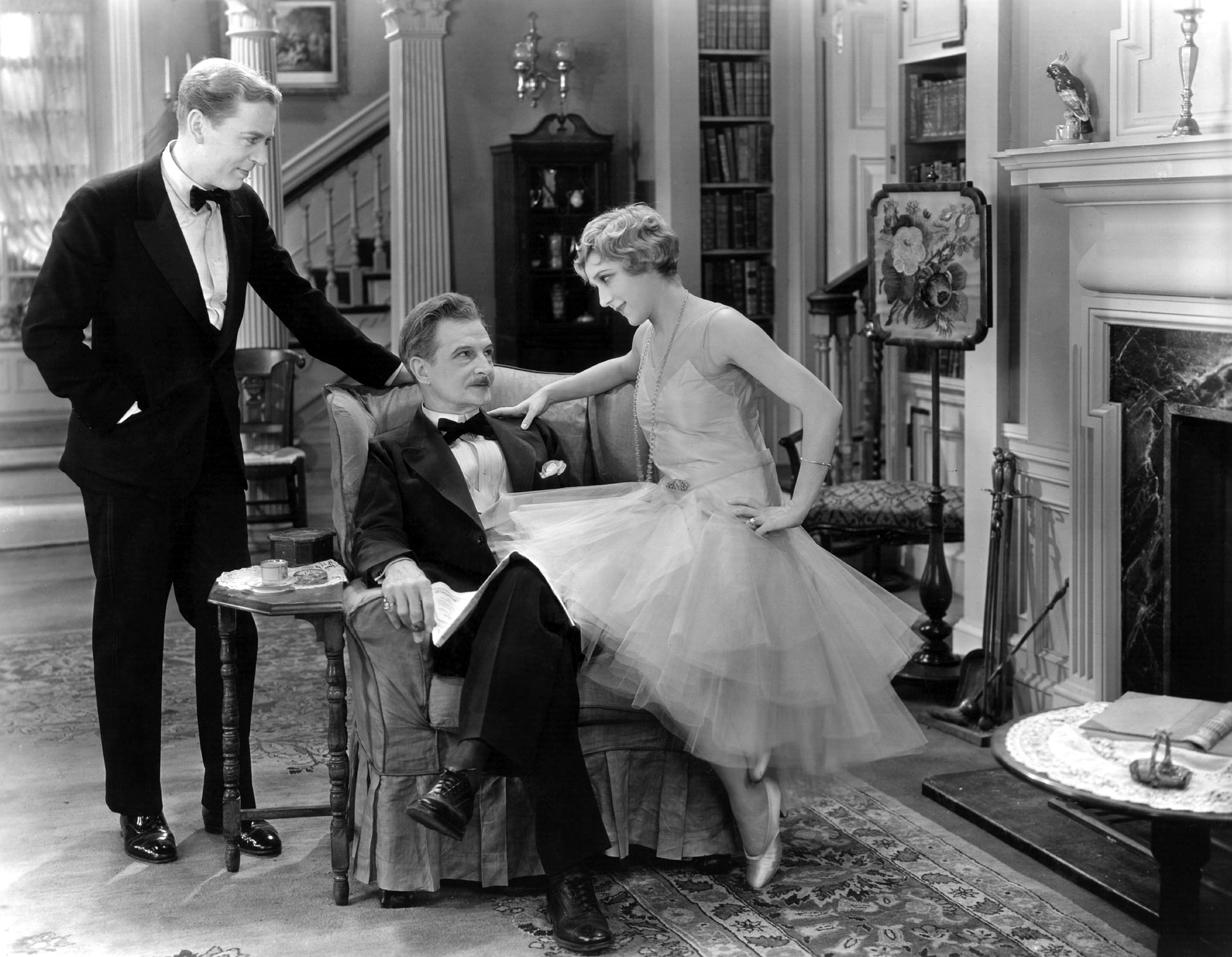
D'esquerre a dreta: Matt Moore, John St. Polis i Mary Pickford en una escena de la pel·lícula.

Tot i no ser una de les seves actuacions més rellevants, gràcies a aquesta pel·lícula va aconseguir el primer Oscar a la millor actriu que es va atorgar en la història a una pel·lícula sonora. L'èxit de Coquette ja no es va repetir més i la seva carrera no es va recuperar del desastre que va suposar la següent pel·lícula, “”The Taming of the Shrew” (1929) que va protagonitzar amb Douglas Fairbanks i pràcticament es va retirar el 1933.